# Tramlijn Coevorden - Ter Apel
De tramlijn Coevorden - Ter Apel was een tramlijn in Drenthe en Groningen van Coevorden via Zuidoost-Drenthe naar Ter Apel. 

## Geschiedenis
De stroomtramlijn is aangelegd op kaapspoor (1067 mm) door de  Dedemsvaartsche Stoomtramweg-Maatschappij (DSM) tussen 1899 en 1907. De lijn is een verlenging van de stoomtramlijn Zwolle - Coevorden naar de veenontginningen in Zuidoost Drenthe. De tram was vooral van belang voor het goederenvervoer, zoals het transport van turfstrooisel en kolen. Daarnaast heeft er tot in de jaren 30 ook personenvervoer plaatsgevonden.
Het eerste deel van de lijn van Coevorden naar het Amsterdamscheveld werd geopend in 1899. In hetzelfde jaar werd de tram al doorgetrokken naar Nieuw-Amsterdam. Het dorp Nieuw-Amsterdam aan de Verlengde Hoogeveensevaart groeide in de jaren erna uit tot een knooppunt voor het vervoer via spoor, tram en water.
In 1902 werd Erica bereikt en twee jaar later Klazienaveen. In 1907 kwam de tram tot aan Emmer-Compascuum en het eindpunt Ter Apel. Ook Ter Apel groeide in de jaren daarna uit tot een knooppunt van spoor-, tram- en waterwegen. Tussen de tramlijnen van de Eerste Drentsche Stoomtramweg-Maatschappij (EDS) en de DSM bestond in Ter Apel lange tijd geen verbinding, waarschijnlijk vanwege de concurrentie tussen de beide trambedrijven. Eind 1925 werd het eindpunt van de DSM verlengd naar het station van de Stoomtramweg-Maatschappij Oostelijk Groningen (OG). Daarbij is verbinding gemaakt met het spoor van de EDS om het OG-station te kunnen bereiken. Om deze verbinding tot stand te brengen is zelfs een ministeriële beslissing noodzakelijk geweest. Na de fusie tussen EDS en DSM in 1936 ging de EDS het gehele trambedrijf exploiteren en gingen alle trams naar het station van de OG rijden.
Het turfstrooisel werd vervoerd vanaf het Amsterdamscheveld. Hier lag een 7 kilometer lange zijlijn van de Griendtsveen Turfstrooisel Maatschappij die van de fabriek van veenontginningsmaatschappij naar het station Amsterdamscheveld leidde. Het turfstrooisel met bestemming Duitsland, Amsterdam en zelfs Groot-Brittannië werd overgeslagen op treinen of schepen in Coevorden, in Dedemsvaart en in Zwolle.
Het personenvervoer kreeg al snel concurrentie van de in 1905 geopende spoorlijn van de Noordoosterlocaalspoorweg-Maatschappij van Zwolle via Coevorden, Nieuw-Amsterdam en Emmen naar Stadskanaal. Doorgaande trams naar Zwolle verdwijnen dan ook. Daarnaast was de fiets een concurrent, want de trams mochten namelijk niet harder dan 20 kilometer per uur rijden. Vanaf 1924 begon de DSM met het inzetten van bussen. De laatste personentrams rijden op 16 oktober 1933. Al het personenvervoer werd daarna met bussen verricht.
Na 1931 zakte ook het transport van turfstrooisel sterk in, waardoor de DSM in grote financiële moeilijkheden kwam. Ze werd in 1936 overgenomen door haar concurrent de EDS.
In 1942 werd de lijn opgebroken.